# Мрачковський Сергій Андрійович
Сергій Андрійович Мрачковський (1994—2023) — капітан Збройних сил України, учасник російсько-української війни.

## Життєпис
Народився 5 жовтня 1994 року в місті Перещепине Дніпропетровської області. Навчався у Перещепинському професійному ліцеї де здобув фах слюсаря та водія. Згодом закінчив факультет підготовки спеціалістів військової розвідки та спеціального призначення в Одеській військовій академії.
З 2014 року брав участь в АТО. Пізніше продовжив службу за контрактом. Брав участь у міжнародних військових навчаннях «Сі Бриз».
Під час повномасштабного вторгнення був заступником командира 1-го батальйону 35-ої окремої бригади морської піхоти. Брав участь у бойових діях на території Миколаївської, Херсонської та Донецької областей.
Загинув 16 серпня 2023 року в районі міста Красногорівка Донецької області внаслідок мінно-вибухової травми якої зазнав під час евакуації поранених.

## Нагороди
- Орден Богдана Хмельницького II ступеня (13 березня 2025, посмертно) — за особисту мужність, виявлену у захисті державного суверенітету та територіальної цілісності України, самовіддане виконання військового обов'язку[2].
- Орден Богдана Хмельницького III ступеня (18 червня 2022) — за особисту мужність і самовіддані дії, виявлені у захисті державного суверенітету та територіальної цілісності України, вірність військовій присязі[3].
- Орден «За мужність» III ступеня (25 грудня 2015) — за особисту мужність і самовідданість, виявлені у захисті державного суверенітету та територіальної цілісності України, високий професіоналізм, вірність військовій присязі[4].